# 1990-es NFL-szezon
A National Football League 1990-es szezonja a 71. szezon volt az amerikai professzionális amerikaifutball-ligában. A szezont a Super Bowl XXV zárta, amelyet a New York Giants a Buffalo Bills ellen nyert meg.
Az alapszakasz időtartamát 17 hétre növelték, a csapatoknak továbbra is 16 mérkőzésük volt. A rájátszás menetét azonban megváltoztatták. A korábbi tíz csapatról tizenkettőre nőtt a csapatok száma. Mindkét konferenciából még egy–egy csapat jutott be a rájátszásba. A további két csapat a wild-card fordulóban kezdett, és ettől az évtől kezdve a konferencia harmadik helyezettjének is játszania kellett a wild-card fordulóban.

## Alapszakasz
| A rájátszásba jutottak (A kiemelések száma zárójelben) |

| AFC East                  |    |    |   |       |     |     |
| Csapat                    | Gy | V  | D | %     | P+  | P–  |
| Buffalo Bills (1)         | 13 | 3  | 0 | 81,3% | 428 | 263 |
| Miami Dolphins (4)        | 12 | 4  | 0 | 75,0% | 336 | 242 |
| Indianapolis Colts        | 7  | 9  | 0 | 43,8% | 281 | 353 |
| New York Jets             | 6  | 10 | 0 | 37,5% | 295 | 345 |
| New England Patriots      | 1  | 15 | 0 | 06,3% | 181 | 446 |
| AFC Central               |    |    |   |       |     |     |
| Csapat                    | Gy | V  | D | %     | P+  | P–  |
| Cincinnati Bengals (3)[a] | 9  | 7  | 0 | 56,3% | 360 | 352 |
| Houston Oilers (6)[b]     | 9  | 7  | 0 | 56,3% | 405 | 307 |
| Pittsburgh Steelers       | 9  | 7  | 0 | 56,3% | 292 | 240 |
| Cleveland Browns          | 3  | 13 | 0 | 18,8% | 228 | 462 |
| AFC West                  |    |    |   |       |     |     |
| Csapat                    | Gy | V  | D | %     | P+  | P–  |
| Los Angeles Raiders (2)   | 12 | 4  | 0 | 75,0% | 337 | 268 |
| Kansas City Chiefs (5)    | 11 | 5  | 0 | 68,8% | 369 | 257 |
| Seattle Seahawks          | 9  | 7  | 0 | 56,3% | 306 | 286 |
| San Diego Chargers        | 6  | 10 | 0 | 37,5% | 315 | 281 |
| Denver Broncos            | 5  | 11 | 0 | 31,3% | 331 | 374 |

| NFC East                   |    |    |   |       |     |     |
| Csapat                     | Gy | V  | D | %     | P+  | P–  |
| New York Giants (2)        | 13 | 3  | 0 | 81,3% | 335 | 211 |
| Philadelphia Eagles (4)[c] | 10 | 6  | 0 | 62,5% | 396 | 299 |
| Washington Redskins (5)    | 10 | 6  | 0 | 62,5% | 381 | 301 |
| Dallas Cowboys             | 7  | 9  | 0 | 43,8% | 244 | 308 |
| Phoenix Cardinals          | 5  | 11 | 0 | 31,3% | 268 | 396 |
| NFC Central                |    |    |   |       |     |     |
| Csapat                     | Gy | V  | D | %     | P+  | P–  |
| Chicago Bears (3)          | 11 | 5  | 0 | 68,8% | 348 | 280 |
| Tampa Bay Buccaneers[d]    | 6  | 10 | 0 | 37,5% | 264 | 367 |
| Detroit Lions[e]           | 6  | 10 | 0 | 37,5% | 373 | 413 |
| Green Bay Packers[f]       | 6  | 10 | 0 | 37,5% | 271 | 347 |
| Minnesota Vikings          | 6  | 10 | 0 | 37,5% | 351 | 326 |
| NFC West                   |    |    |   |       |     |     |
| Csapat                     | Gy | V  | D | %     | P+  | P–  |
| San Francisco 49ers (1)    | 14 | 2  | 0 | 87,5% | 353 | 239 |
| New Orleans Saints (6)     | 8  | 8  | 0 | 50,0% | 274 | 275 |
| Los Angeles Rams[g]        | 5  | 11 | 0 | 31,3% | 345 | 412 |
| Atlanta Falcons            | 5  | 11 | 0 | 31,3% | 348 | 365 |

Döntetlenre végzők
- ↑ a: A Cincinnati a Houston és a Pittsburgh előtt végzett az AFC Central divízióban, a jobb egymás elleni eredmény miatt (3–1; Houston: 2–2; Pittsburgh 1–3).
- ↑ b: A Houston szerezte meg az AFC 6. helyét a Seattle és a Pittsburgh előtt, a jobb konferencia eredménye miatt (8–4; Seattle: 7–5, Pittsburgh: 6–6).
- ↑ c: A Philadelphia a Washington előtt végzett az NFC East divízióban, a jobb divízió eredménye miatt (5–3; Washington: 4–4).
- ↑ d: A Tampa Bay a Detroit, a Green Bay és a Minnesota előtt végzett az NFC Central divízióban, a jobb egymás elleni eredmény miatt (5–1; Detroit: 2–4; Green Bay 3–3; Minnesota 2–4).
- ↑ e: A Detroit a Green Bay előtt végzett az NFC Central divízióban, a jobb divízión belüli nettó pont miatt (–8; Green Bay –40).
- ↑ f: A Green Bay a Minnesota előtt végzett az NFC Central divízióban, a jobb konferencia eredménye miatt (5–7; Minnesota: 4–8).
- ↑ g: A L.A. Rams az Atlanta előtt végzett az NFC West divízióban, a jobb divízión belüli nettó pont miatt (–1; Atlanta –31).

## Rájátszás
| Rájátszás kiemeltek |                                      |                                    |
| Kiemelés            | AFC                                  | NFC                                |
| 1                   | Buffalo Bills (East győztes)         | San Francisco 49ers (West győztes) |
| 2                   | Los Angeles Raiders (West győztes)   | New York Giants (East győztes)     |
| 3                   | Cincinnati Bengals (Central győztes) | Chicago Bears (Central győztes)    |
| 4                   | Miami Dolphins                       | Philadelphia Eagles                |
| 5                   | Kansas City Chiefs                   | Washington Redskins                |
| 6                   | Houston Oilers                       | New Orleans Saints                 |

|  |                                |                                |                                |                               |                               |                                            |                                            |                                            |   |                     |                               |                               |                               |  |  |                            |                            |                            |
|  | Január 6. – Riverfront Stadion | Január 6. – Riverfront Stadion | Január 6. – Riverfront Stadion |                               |                               | Január 13. – Los Angeles Memorial Coliseum | Január 13. – Los Angeles Memorial Coliseum | Január 13. – Los Angeles Memorial Coliseum |   |                     |                               |                               |                               |  |  |                            |                            |                            |
|  | Január 6. – Riverfront Stadion | Január 6. – Riverfront Stadion | Január 6. – Riverfront Stadion |                               |                               | Január 13. – Los Angeles Memorial Coliseum | Január 13. – Los Angeles Memorial Coliseum | Január 13. – Los Angeles Memorial Coliseum |   |                     |                               |                               |                               |  |  |                            |                            |                            |
|  | 6                              | Houston                        | 14                             |                               |                               | 3                                          | Cincinnati                                 | 10                                         |   |                     |                               |                               |                               |  |  |                            |                            |                            |
|  | 3                              | Cincinnati                     | 41                             |                               |                               | 2                                          | Los Angeles Raiders                        | 20                                         |   |                     | Január 20. – Rich Stadion     | Január 20. – Rich Stadion     | Január 20. – Rich Stadion     |  |  |                            |                            |                            |
|  |                                |                                |                                | AFC                           |                               |                                            |                                            |                                            |   |                     | Január 20. – Rich Stadion     | Január 20. – Rich Stadion     | Január 20. – Rich Stadion     |  |  |                            |                            |                            |
|  |                                |                                |                                |                               |                               |                                            |                                            |                                            | 2 | Los Angeles Raiders | 3                             |                               |                               |  |  |                            |                            |                            |
|  | Január 5. – Joe Robbie Stadion | Január 5. – Joe Robbie Stadion | Január 5. – Joe Robbie Stadion | Január 12. – Rich Stadion     | Január 12. – Rich Stadion     | Január 12. – Rich Stadion                  |                                            |                                            | 1 | Buffalo             | 51                            |                               |                               |  |  |                            |                            |                            |
|  | Január 5. – Joe Robbie Stadion | Január 5. – Joe Robbie Stadion | Január 5. – Joe Robbie Stadion | Január 12. – Rich Stadion     | Január 12. – Rich Stadion     | Január 12. – Rich Stadion                  | AFC főcsoportdöntő                         |                                            |   |                     |                               |                               |                               |  |  |                            |                            |                            |
|  | 5                              | Kansas City                    | 16                             | 4                             | Miami                         | 34                                         |                                            |                                            |   |                     |                               |                               |                               |  |  |                            |                            |                            |
|  | 4                              | Miami                          | 17                             |                               |                               | 1                                          | Buffalo                                    | 44                                         |   |                     |                               |                               |                               |  |  | Január 27. – Tampa Stadion | Január 27. – Tampa Stadion | Január 27. – Tampa Stadion |
|  | Wild card-forduló              | Wild card-forduló              | Wild card-forduló              |                               |                               | Főcsoport-elődöntő                         | Főcsoport-elődöntő                         | Főcsoport-elődöntő                         |   |                     |                               |                               |                               |  |  | Január 27. – Tampa Stadion | Január 27. – Tampa Stadion | Január 27. – Tampa Stadion |
|  |                                |                                |                                |                               |                               |                                            |                                            |                                            |   |                     |                               |                               |                               |  |  | A1                         | Buffalo                    | 19                         |
|  | Január 6. – Soldier Field      | Január 6. – Soldier Field      | Január 6. – Soldier Field      |                               |                               | Január 13. – Giants Stadion                | Január 13. – Giants Stadion                | Január 13. – Giants Stadion                |   |                     |                               |                               |                               |  |  | N2                         | New York Giants            | 20                         |
|  | Január 6. – Soldier Field      | Január 6. – Soldier Field      | Január 6. – Soldier Field      | Super Bowl XXV                |                               | Január 13. – Giants Stadion                | Január 13. – Giants Stadion                | Január 13. – Giants Stadion                |   |                     |                               |                               |                               |  |  |                            |                            |                            |
|  | 6                              | New Orleans                    | 6                              |                               |                               | 3                                          | Chicago                                    | 3                                          |   |                     |                               |                               |                               |  |  |                            |                            |                            |
|  | 3                              | Chicago                        | 16                             |                               |                               | 2                                          | New York Giants                            | 31                                         |   |                     | Január 20. – Candlestick Park | Január 20. – Candlestick Park | Január 20. – Candlestick Park |  |  |                            |                            |                            |
|  |                                |                                |                                | NFC                           |                               |                                            |                                            |                                            |   |                     | Január 20. – Candlestick Park | Január 20. – Candlestick Park | Január 20. – Candlestick Park |  |  |                            |                            |                            |
|  |                                |                                |                                |                               |                               |                                            |                                            |                                            | 2 | New York Giants     | 15                            |                               |                               |  |  |                            |                            |                            |
|  | Január 5. – Veterans Stadion   | Január 5. – Veterans Stadion   | Január 5. – Veterans Stadion   | Január 12. – Candlestick Park | Január 12. – Candlestick Park | Január 12. – Candlestick Park              |                                            |                                            | 1 | San Francisco       | 13                            |                               |                               |  |  |                            |                            |                            |
|  | Január 5. – Veterans Stadion   | Január 5. – Veterans Stadion   | Január 5. – Veterans Stadion   | Január 12. – Candlestick Park | Január 12. – Candlestick Park | Január 12. – Candlestick Park              | NFC főcsoportdöntő                         |                                            |   |                     |                               |                               |                               |  |  |                            |                            |                            |
|  | 5                              | Washington                     | 20                             | 5                             | Washington                    | 10                                         |                                            |                                            |   |                     |                               |                               |                               |  |  |                            |                            |                            |
|  | 4                              | Philadelphia                   | 6                              |                               |                               | 1                                          | San Francisco                              | 28                                         |   |                     |                               |                               |                               |  |  |                            |                            |                            |